# らくなん進都
らくなん進都（らくなんしんと）は、京都市が高度集積地区と定めている京都府京都市の南区と伏見区にまたがる地域。

## 概要

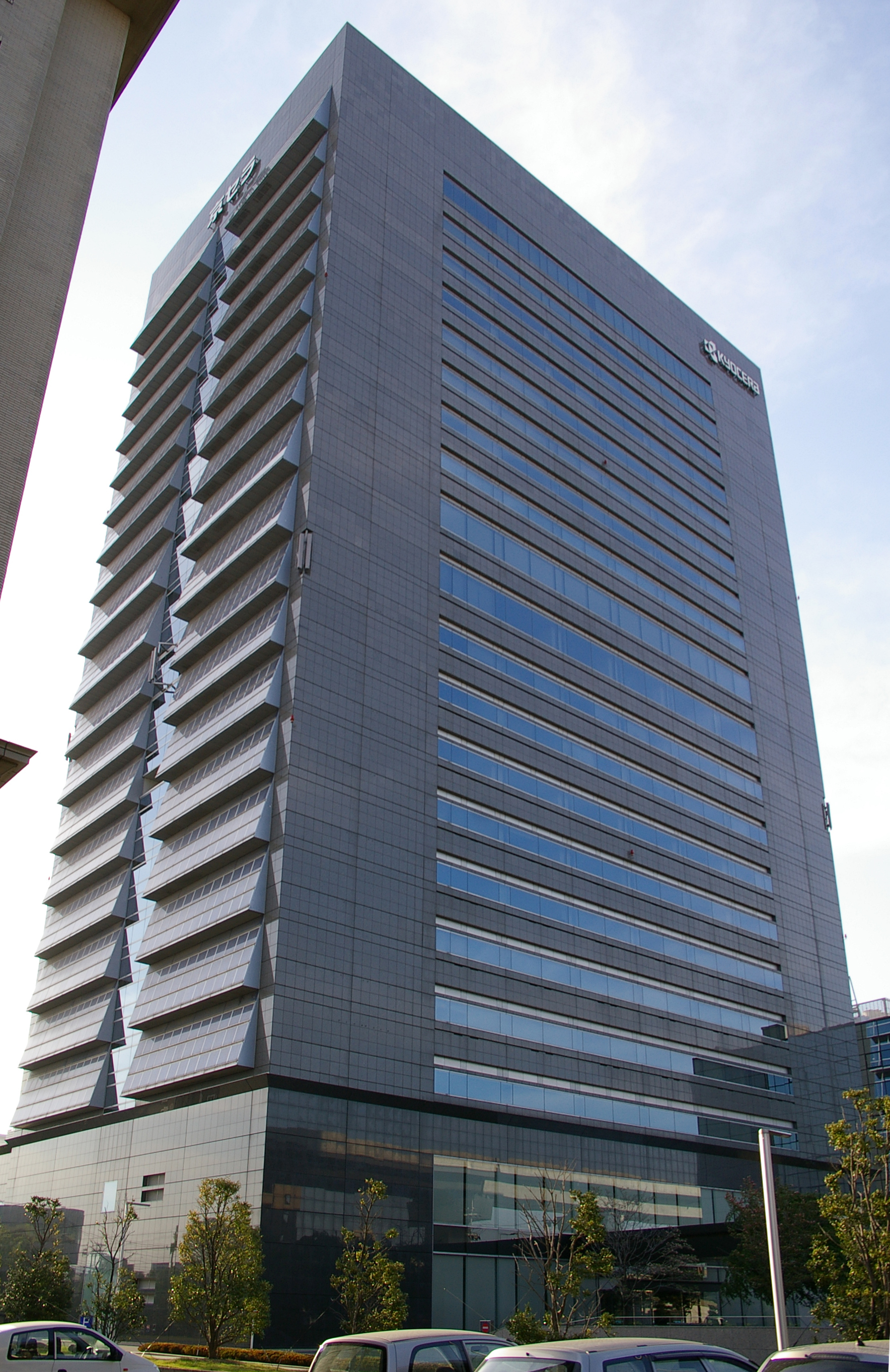
高さ95mの京セラ本社ビル

京都駅南側の十条通から南は宇治川までの6km、東は東高瀬川、西は国道1号に囲まれた、油小路通沿道を中心としたエリアである。
50km圏内には大阪湾ベイエリアの大阪市や神戸市、関西文化学術研究都市及び大津市、奈良市がある。
南北に国道1号と油小路通と第二京阪道路が通り、名神高速道路・京都南インターチェンジや新十条通、京滋バイパスへ接続。名神高速道路と第二京阪道路を結ぶ京都南ジャンクションの2028年度開通が計画される。
ものづくり関連企業や事業所を中心とした土地利用を促進させるため、都市計画での規制緩和が行われた。京都市の立地適正化計画では都心部とならんで都市機能誘導区域に指定されている。鴨川以北の地域では特定用途誘導地区として建物の高さ規制が無い。

## 歴史

### 沿革
- 1984年（昭和59年）1月に構想された「洛南新都市構想」から引き継がれた。
- 1998年（平成10年） - 京都市が高度集積地区整備ガイドラインを策定し、同地域の整備が始まった。
- 2000年（平成12年） - まちづくりの推進団体として高度集積地区整備推進協議会が設立された。
- 2002年（平成14年） - 一部が都市再生緊急整備地域に定められる。
- 2009年（平成21年） - らくなん進都（高度集積地区）まちづくり推進プログラムが策定され、「らくなん進都」の愛称が付けられた。
- 2028年（令和10年） - 京都南ジャンクション完成予定。

## 施設
地域の主な施設に、京都市成長産業創造センター、京都府総合見本市会館（京都パルスプラザ）などがある。

### 研究所
- 京都市成長産業創造センター（ACT京都）
- 地方独立行政法人 京都市産業技術研究所

### コンベンション施設
- 京都府総合見本市会館（京都パルスプラザ）

### 交通施設
- 京阪バス洛南営業所
- ヤサカバス車庫

## 出先機関

### 国土交通省
- 近畿運輸局
  - 京都運輸支局

## 立地企業

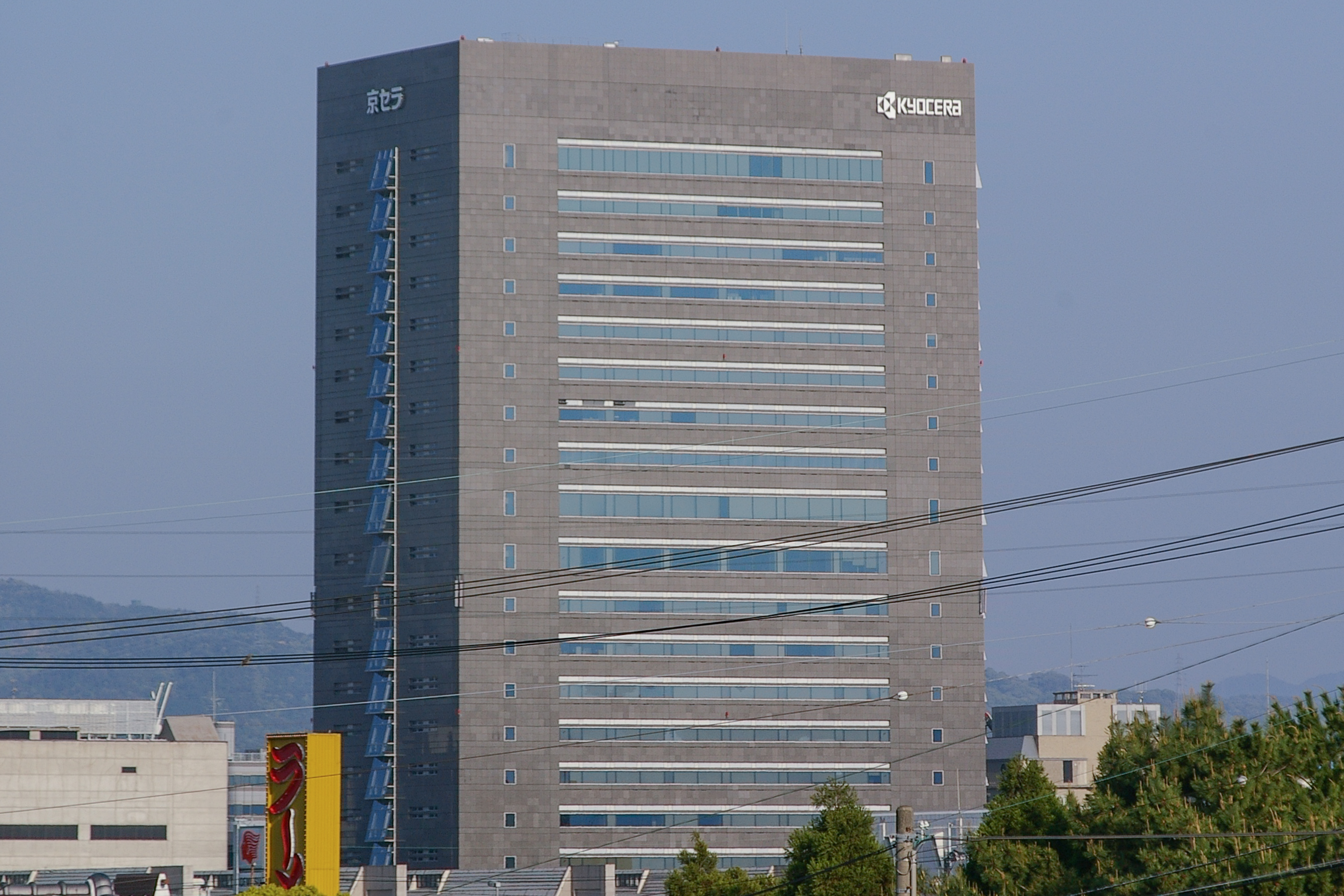
京セラ本社ビル
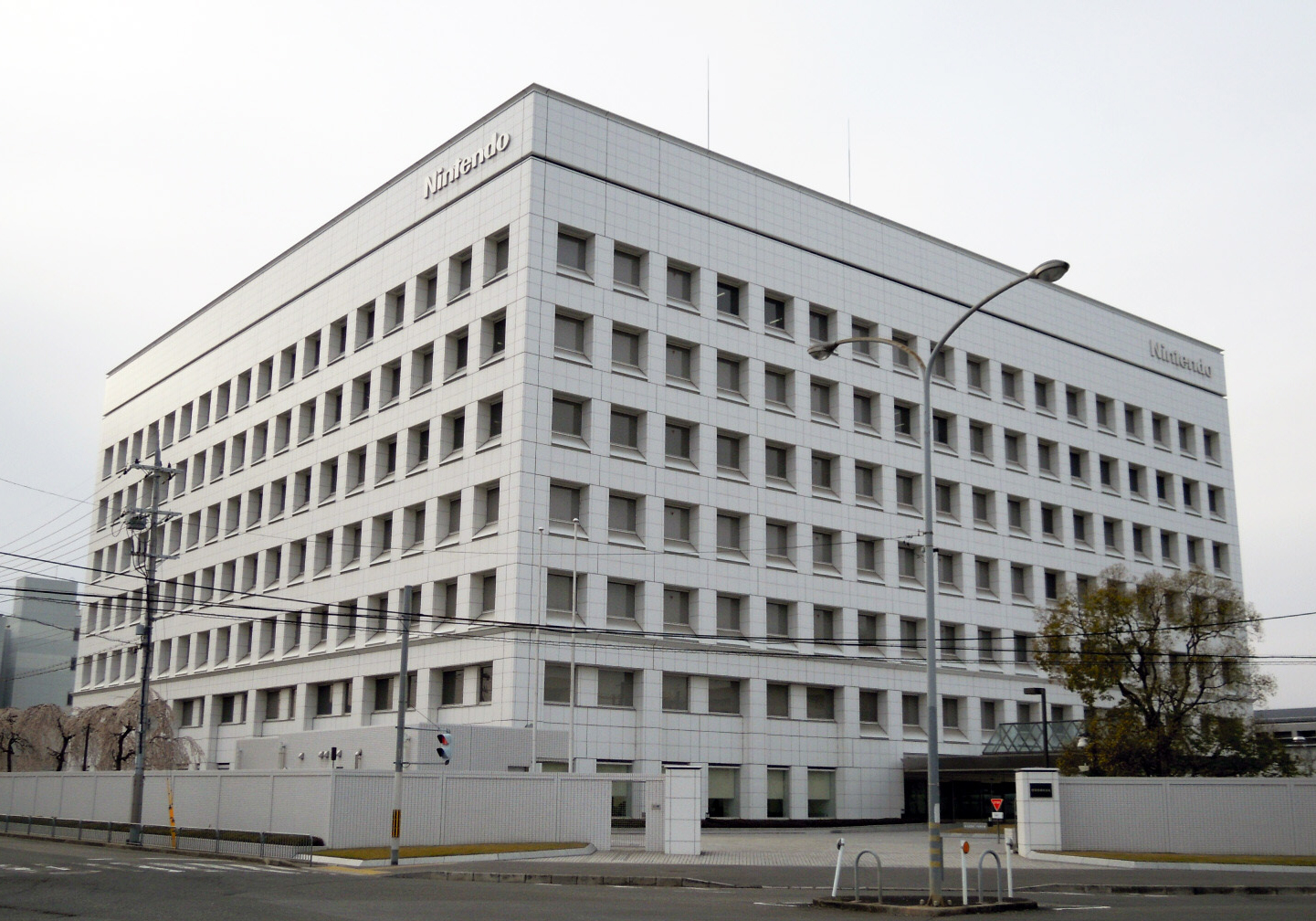
任天堂本社
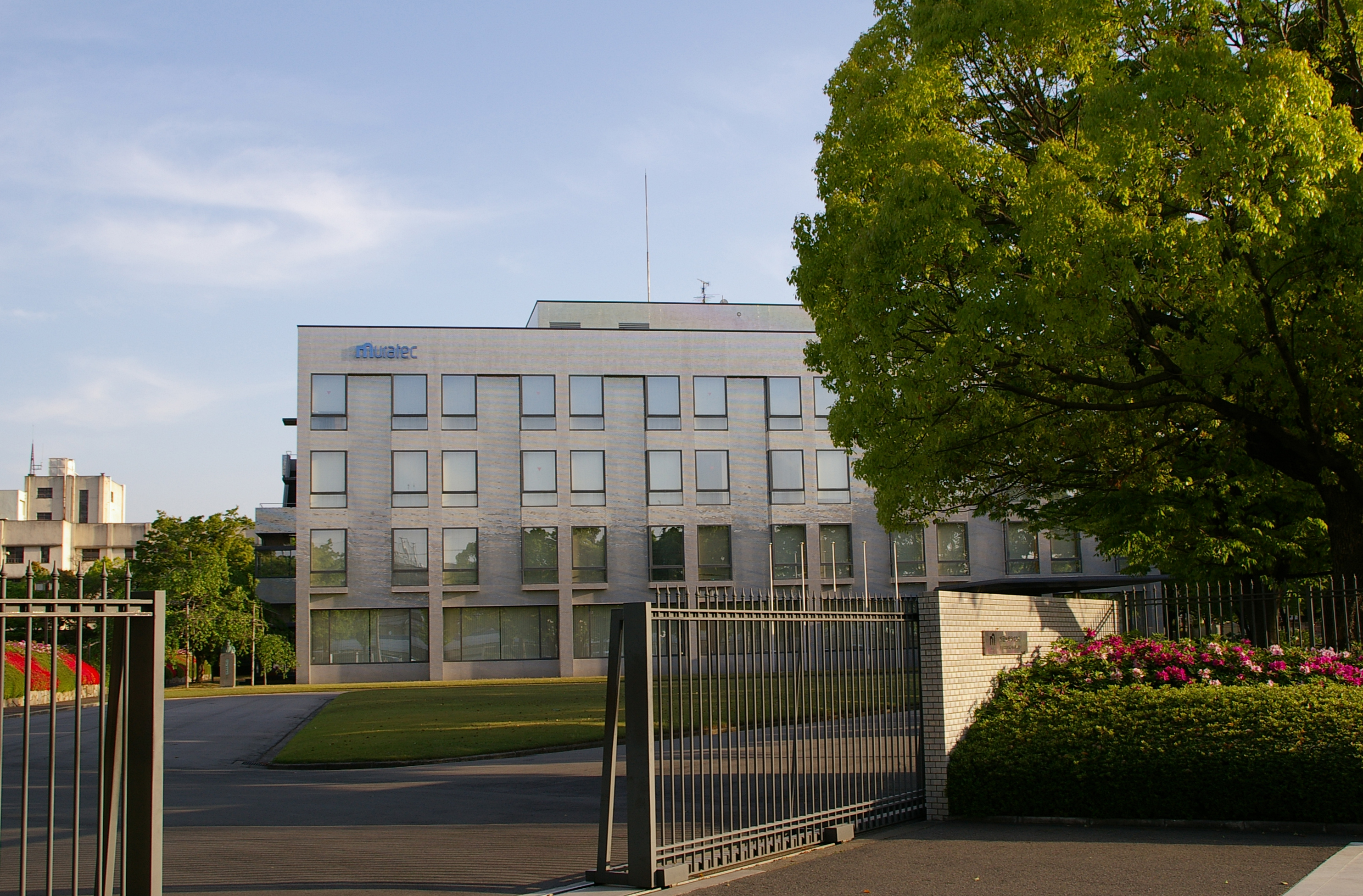
村田機械本社

- 朝日新聞京都工場
- アルフレッサ
- 生田産業工業
- SGホールディングス（佐川急便）
- 大阪ガス（ディリパ京都）
- カシフジ
- 黄桜
- 京セラ
- 京都科学
- 京都銀行
- 京都信用金庫
- 京都中央信用金庫
- キンキ地質センター
- 金鵄正宗
- きんでん
- グラフィック
- 京阪ホールディングス
- ケイルック
- 月桂冠
- 鼓月
- サムコ
- ジェイコムウェスト
- 滋賀銀行
- 大和ハウス工業京都支社
- 宝酒造伏見工場
- 田中工務店
- タナベ
- チェリオコーポレーション
- TOWA
- ナベル
- NTT西日本京都支店
- 任天堂
- のじり葬儀店
- ヒノマル
- 堀場エステック
- 村田機械（ムラテック）
- メゾネット
- ワコール

- 京セラ本社ビル
- 任天堂本社
- 村田機械本社

## 交通

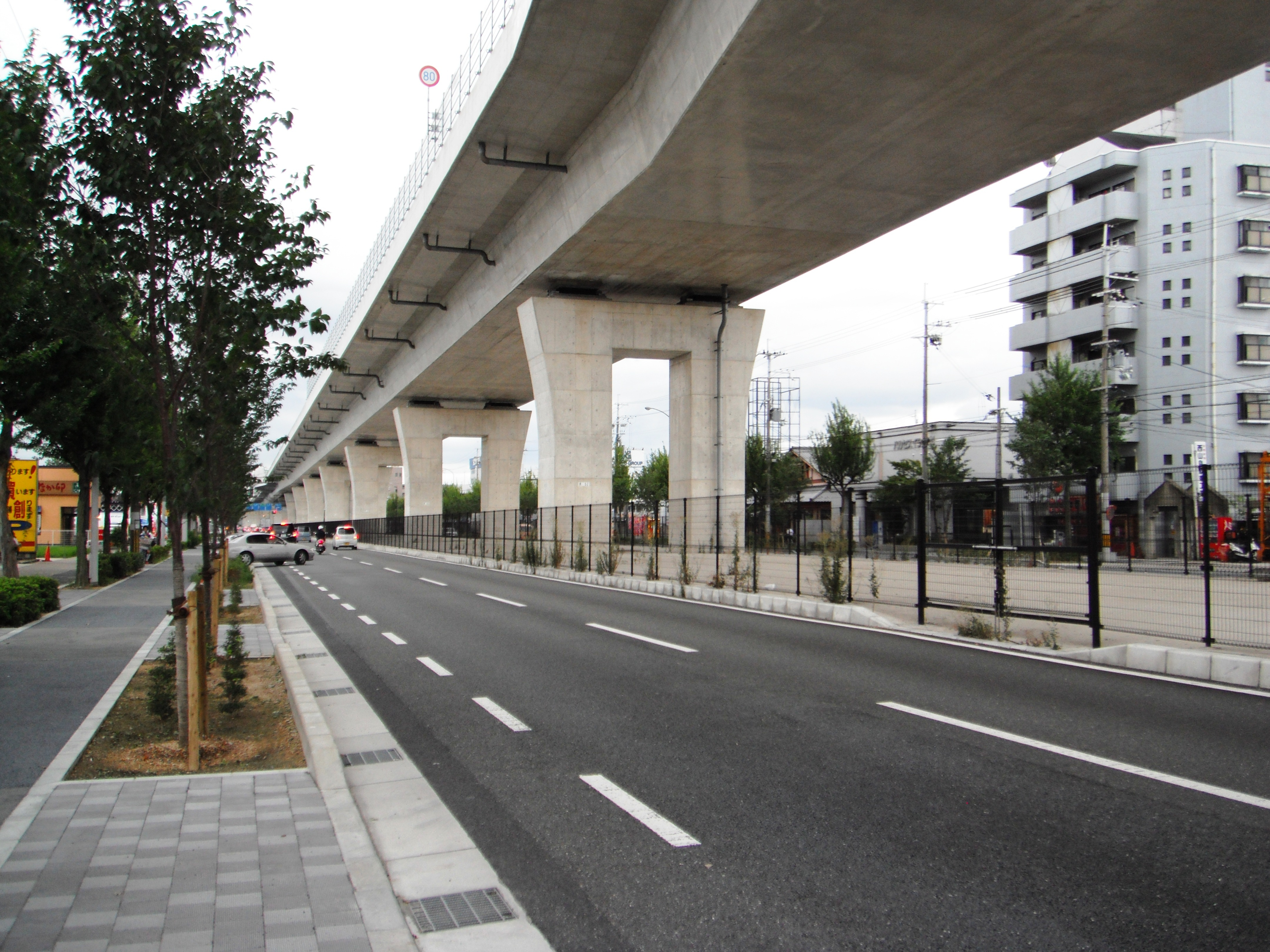
京都高速道路（第二京阪道路）城南宮南IC付近

### 鉄道
中心部を通る鉄道は無い。そのため、京都市営地下鉄烏丸線延伸等の構想があるが、実現に至っていない。竹田駅が地域の鉄道駅の中心となっている。

#### 私鉄
- 近鉄京都線 - 上鳥羽口駅、竹田駅

#### 地下鉄
- 京都市営地下鉄烏丸線 - 竹田駅、十条駅、くいな橋駅

### バス
- 京都らくなんエクスプレス - 京都駅を起終点として地域内を巡回するバス。
- 京都市営バス - 京都駅、竹田駅などと結ぶ。

### 道路
地域内を高速道路が通る。

#### 高速道路
- 名神高速道路 - 京都南IC/京都南JCT
- 第二京阪道路 - 油小路通の中央分離帯を高架で通る。
  - 上鳥羽IC、城南宮北IC、城南宮南IC、伏見ICの各インターチェンジがある。